# سانتی‌متر

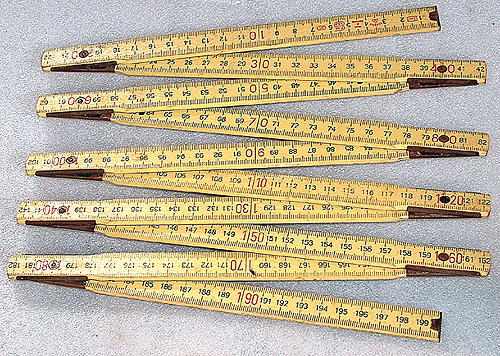
یک خط‌کش نجاری که برحسب سانتی‌متر مدرّج شده‌است

سانتی‌متر یا سانتیمتر (به فرانسوی: Centimètre) که به‌صورت کوتاه cm نوشته می‌شود، یک یکای طول است که برابر با ۰٫۰۱ متر یا حدوداً ۰٫۳۹۳۷ اینچ است. هر سانتی‌متر برابر است با ۱۰ میلی‌متر.